# Jean Brisson-Duval
Jean Brisson-Duval, nacido en 1931 en Machecoul (Loire-Atlantique)  y fallecido en 1999 en Évry (Essonne ), fue un pintor y escultor francés.

## Datos biográficos
Exposiciones
- 1956: primera exposición individual (pinturas) (Galería Bassano, de París)
- 1957: Exposición individual (Galería 75, Nueva York)
- 1958: El Grupo de los 4 ," pintores de hoy" (Mulhouse - Galería 75, Nueva York - Galería Ravenstein, Bruselas)
- 1959: El grupo de los 4 (Mulhouse Orleans, Blois, Juan-les-Pins Dijon - Galería Landwerlin, Estrasburgo - Galería San Jorge Madrid)
- 1960: Grupo « Art Français Contemporain » (Arte Contemporáneo Francés)  Galería Motte Ginebra - Galería Buchholz, Bogotá)

1956-1957-1958 * Salon d'Automne (París)
- 1956-1958-1959-1960: Salon de la Jeune Peinture (París)
- 1960: "Escuela de París" (Caracas, Venezuela)
- 1961: "Escuela de París" (Caracas, Venezuela)
- 1963: "Selección Prix Pacquement (Museo de Arte Moderno, París)
- 1964-1965: El grupo de los 4 (Galería de Claude Levin, París - Fráncfort del Meno, Baden-Baden, Mannheim)
- 1967: Exposición individual de un amante del arte (de París)
- 1968: Exposición individual (Galería Cimaise Bonaparte (Daniel Templon ), de París),
- 1969: "Escuela de París (Tokio)
- 1969: El Grupo de los 3 (Galería Les Contards Lacoste)
- 1971: Exposición individual (Galería Verdier, Lyon)
- 1972: Exposición individual (Galería Arras , Nueva York - Art. 3 / 72 Feria de Arte de Basilea)
- 1973: Exposición individual (Galerie L’œil Ecoute, Lyon - Art. 4 / 73 Feria de Arte de Basilea, escultura en St. Etienne),
- 1979: Ilustraciones del libro "Poemas de Lyarne, Susan Wise,  Edición Jean Audouin, París,
- 1982: Exposición colectiva (E.L.A.C, Lyon)
- 1982: Totems (Midland Center for the Arts -  Midland, Míchigan)

## Obras
Las obras de Jean Brisson-Duval se pueden clasificar en los siguientes periodos:
- 1956-1969 : Periodo llamado de la « École de Paris »
- 1969 : Los tótems (I)
- 1965 - 1973 : Periodo llamado de los  « Traces »
- 1970-1978 : Periodo llamado de las "Invasions"
- 1979 - principio de los 80 : Periodo de los  "Poemes de Lyarne", los Tótems (2)
- 1982 - 1991 : Periodo llamado de la Andalousie (Nerja)
- a partir de los años 90 :Periodo del Atelier d'Evry (las pinturas rupestres, Las Aves, proyecto para la Catedral de Evry)